# Паметник на св. св. Кирил и Методий (Казанлък)
Паметникът на св. св. Кирил и Методий в Казанлък е първият в България паметник на солунските братя Кирил и Методий. Намира се в двора на Профилираната хуманитарна гимназия „Св. св. Кирил и Методий“. Открит е на 24 май 1933 г.

## История
Първият в страната паметник на светите равноапостоли официално е открит на 24 май 1933 г. Дело е на казанлъшкия учител Иван Топалов. Топалов завършва в Казанлъшкото педагогическо училище (днешна Профилираната хуманитарна гимназия „Св. Св. Кирил и Методий“) през 1923 г., след това завършва Държавната художествена академия. Връща се в родното си училище, като учител по изобразително изкуство, където се ражда идеята му да създаде този паметник. Прави гипсова отливка на паметника, която представя. Увлича ученици и граждани, които събират медни съдове. Паметникът е отлят от събраните бакъри, претопени във Военната държавна фабрика (сега „Арсенал АД“) и в Механо-техническото училище (сега Професионална гимназия „Иван Хаджиенов“) в Казанлък.
Паметникът е поставен с поглед към училищната сграда, за да напомня на подрастващото поколение, как се служи на род и отечество, пише в градските архиви.

## Композиция
Бронзовата скулптура представлява двамата първоучители в цял ръст с книга в ръце.

### Промени във външния вид
При откриването на плочата е изписано „В началото е било словото…“, а сега надписът е „А, Б, В“.
Паметникът е обновен с плоча от черен гранит, върху която са изписани имената на двамата равноапостоли.